# 의암역
의암역(衣岩驛)은 경춘선에 있었던 임시 승강장이다. 지금은 폐역되어 역 터만 남아있다.

## 연혁
- 1939년 7월 20일 : 정류장으로 개업[1]
- 1956년 5월 1일 : 무배치간이역으로 부활[2]
- 1967년 8월 29일 : 대한민국관보 철도청고시 제351호, 1967년 8월 29일</ref>
- 1974년 12월 5일 : 폐역[3]
- 1981년 : 정윤희가 출연한 《앵무새는 몸으로 울었다》의 촬영장소로 사용됨